# Station Ziemiełowice
Station Ziemiełowice is een spoorwegstation in de Poolse plaats Ziemiełowice.